# 薬物乱用
薬物乱用（やくぶつらんよう）とは、繰り返して、著しく有害な結果が生じているが、耐性、離脱、強迫的な使用といった薬物依存症の定義に満たないという、薬物の使用状態における精神障害である。薬物に対する効果が薄れる耐性の形成や、身体的依存が形成され離脱における離脱症状を呈する状態となった場合も含む薬物依存症とは異なる。世界保健機関は、薬物乱用の用語は曖昧であるため用いず、精神や身体に実際に害がある有害な使用の診断名を用いている。その研究用の診断基準では1か月以上持続していることを要求している。
経過としては、乱用をしなくなるか、あるいは薬物依存症に移行する。
向精神薬に関する条約における薬物乱用とは、精神的依存と身体的依存のどちらか、あるい薬物が用いられることである。1961年の麻薬に関する単一条約と1971年の向精神薬に関する条約によってこれらの乱用薬物の多くを、国際的に規制してあると思われる。

## 薬物による乱用と依存の傾向
アンフェタミン、コカイン、ある種の抗不安薬のように、短時間作用型の薬物は依存や乱用を発現させる可能性が特に高い。アルコールや鎮静剤、覚醒剤のように身体依存を引き起こす傾向のある薬物が存在する。
1980年のDSMの3版では大麻や、幻覚剤のように不快な離脱症状を回避するための摂取というものが起きない薬物もあり、治療を求めるのはまれであり、幻覚剤ではほとんどが短い乱用及び依存のあと、元の生活様式に復帰する。2013年のDSM-5において、大麻離脱の診断名が追加され、大量で長期の大麻の使用後に、使用の中止や相当な減量によって生じるとし、通常、症状の程度は臨床的な関与が必要となるほどではないと記されている。

## 診断基準

### アメリカ精神医学会
アメリカ精神医学会（APA）による診断基準では、害があることを認識しているにもかかわらず物質の使用を止めることができない状態で、かつ耐性や身体的依存の形成が診断基準に含まれる薬物依存症の診断基準を満たしていないものである。週末など非持続的に、過剰摂取などによって薬物に関するトラブルを起こす状態で、薬物の使用が管理できる時期も存在する。経過としては、乱用をしなくなるか、あるいは依存症に移行する。
どの診断基準にも、反復的であるという記述が含まれる。物質乱用は、耐性、離脱、強迫的な使用のないもので、また単なる使用、誤った使用、危険な使用の同義語ではない。
DSMには重症度の概念が存在するため、臨床的に著しい苦痛や機能の障害を引き起こしていない場合は除外され、大量摂取されていてもそれは単に娯楽的な使用である。
DSM-5において、物質乱用と物質依存症を廃止・統一し、新しく物質使用障害を用意したが、以下のような論争があり、DSM-IVの編集委員長のアレン・フランセスは、ICDによる依存と乱用を区別した診断コードの使用を推奨している。
以前のDSMで用意した物質乱用は一過性のものだが、新しい診断名を使うことによって常用者のようなレッテルを張り、当人が不利益を被る可能性がある。一時的な乱用者とすでに依存症が進んだ者とでは、予後、治療の必要性などが異なり、そのような区別をもたらす臨床上の重要な情報が失われる。

### 世界保健機関
ICD-10（『疾病及び関連保健問題の国際統計分類』）においては、F1x.1有害な使用（Harmful use）の診断名が存在し、これは精神的または肉体的な健康に実際に害があるような物質の使用パターンである。これは、社会的に否定的な結果が生じたり、文化的に承認されないといったものは含まない。乱用（abuse）の用語は、どのような使用も不可であるという意味として、たまに用いられるため、その曖昧さゆえに依存を生じない物質（下記）の場合を除いて用いられていない。ICD-10の研究用診断基準では、1か月以上持続していることを要求している。
依存を形成しない向精神物質以外の誤用（Misuse）には、F55依存を生じない物質の乱用を用いることができる。依存症や離脱症状が生じない物質である。F55.0抗うつ薬、F55.1緩下剤、F55.2鎮痛剤、F55.3制酸剤、F55.4ビタミン剤、F55.5ステロイドあるいはホルモン剤、F55.6特定の薬草あるいは民間治療薬、F55.8他の依存を生じない物質、F55.9特定不能のものである。
つまり、世界保健機関は1994年の『アルコールと薬物の用語集』においては、抗うつ薬による依存症や離脱症状が生じるかは不明確だとしているためである。
しかしながら、2003年には世界保健機関は、SSRI系の抗うつ薬による離脱症状や依存症の報告が増加していることに言及した。

### 鑑別診断
DSM-IVにおいてもICD-10においても、物質依存症など、他の形態をとっている場合には、この診断の使用は推奨できない。

## 乱用の否認
向精神作用を持つ物質などの嗜癖を持つ場合、否認という病的な自己防衛機制が働く。この防衛機制のため、たばこのような一部の薬物は、長期的影響（特に認知能力や記憶力などの高次脳機能）を無視し、実際よりも害が少ないと言われる傾向がある。

## 乱用される主な薬物
| 物質           | 主な作用機序 | 行動的影響                                                                                                 | 耐性 | 離脱                                                                                   | 長期使用による影響                                                                                           |
| -------------- | --- | --- | --- | -------------------------------------------------------------------------------------- | --- |
| エタノール     | GABA-A受容体の活性の増加 | 鎮静、記憶障害、運動失調、抗不安                                                                           | 酵素誘導により代謝耐性が生じる。学習により行動耐性を得る。耐性はGABA-A受容体を変化させることで形成される。 | 震え、発汗、脱力、興奮、頭痛、吐き気、嘔吐、発作、振戦せん妄                           | 脳の機能と形態の変化。認識機能障害。脳容積の減少。                                                           |
| 睡眠薬と鎮静剤 | ベンゾジアゼピン系：GABAによるGABA-Aクロライド・チャネルの開口を促す。バルビツール酸系：GABAイオノフォアの特異的部位に結合し、クロライド伝導性を増加する。 | 鎮静、麻酔、運動失調、認識障害、記憶障害                                                                   | GABA-A受容体の変化により、（抗けいれんを除き）多くの作用に対して急速に形成される                           | 不安、覚醒、落ち着かない、不眠症、興奮、発作                                           | 記憶障害 |
| ニコチン       | ニコチン様コリン作動性受容体作動薬。脱分極を誘発しチャンネルを介してナトリウムの流入を増加する。                                                           | 覚醒、注意、集中や記憶を増す；不安や食欲を減少させる；覚醒剤に似た作用                                     | 耐性は代謝因子を介して形成され、受容体の変化は食欲を増加させる                                             | 易刺激性、敵愾心、不安、不快、気分の落ち込み、心拍数の減少、食欲の増加                 | 喫煙による健康への影響は十分に実証されている。タバコの他の化合物からニコチンの影響を分離するのは困難である。 |
| オピオイド     | ミューおよびデルタ・オピオイド受容体作動薬 | 陶酔、鎮痛、鎮静、呼吸器の抑制                                                                             | 短期間および長期間の受容体の脱感作。細胞内伝達機構における順応。                                           | 流涙、鼻漏、あくび、発汗、落ち着きのなさ、寒気、腹痛、筋肉痛                           | オピオイド受容体とペプチドにおける長期間の変化。報酬、学習、ストレス反応における順応。                       |
| カンナビノイド | CB1受容体作動薬 | リラクゼーション、知覚の気づきの増加、短期記憶の低下、運動失調、鎮痛、抗嘔吐および抗てんかん作用、食欲増加 | カンナビノイドの多くの作用に対して急速に形成される。                                                       | まれだが、おそらく半減期の長さに起因して。                                             | 認識機能障害、精神病の再発と悪化の危険性                                                                     |
| コカイン       | モノアミン（ドーパミン、ノルエピネフリン、セロトニン）トランスポーターの遮断薬（シナプス間隙でのモノアミンを増加する）                                     | 警戒、活力、運動活動、能力感の増加；陶酔、不安、落ち着きのなさ、妄想症                                     | おそらく短期間の急性耐性                                                                                   | 多くない、高揚後の落ち込みを除く。                                                     | 認知障害、PETにおける眼窩前頭皮質の異常、運動機能障害、反応時間の低下、EEG異常、脳虚血、梗塞、出血           |
| アンフェタミン | ドーパミントランスポーターを介して神経末端のドーパミンの放出を増加させる。活動電位上の依存はない。モノアミン酸化酵素を阻害する（MAO）                      | 警戒、覚醒、活力、運動活動、会話、自信、集中、健康感の増加；空腹感の減少、心拍数の増加、呼吸増加、陶酔     | 行動および生理的な作用に対して急速に形成される                                                             | 疲労感、食欲増加、易刺激性、感情の落ち込み、不安                                       | 睡眠障害、不安、食欲減少、血圧増加；脳のドーパミン、前駆体、代謝物および受容体の減少                         |
| エクスタシー   | セロトニンの再取り込みを阻害する | 自信、共感力、理解力、親密さの感覚、コミュニケーション、陶酔、活力の増加。                                 | 一部の人では形成される可能性がある。                                                                       | 吐き気、筋硬直、頭痛、食欲不振、かすみ目、口渇、不眠症、抑うつ、不安、疲労感、集中困難 | 脳のセロトニン系への神経毒性は、行動と生理的な影響につながる。                                               |
| 有機溶剤       | GABA-A受容体を介している可能性が高い | 目まい、失見当識、陶酔、軽い頭痛、気分を増す、幻覚、妄想、協調運動失調、視覚障害、抗不安、鎮静             | いくらかの耐性が形成される（推定するのは難しい）                                                           | 発作に対する感受性の増加                                                               | ドーパミン受容体における結合と機能の変化；認知機能の低下；精神病理的および神経学的な後遺症                   |
| 幻覚剤         | 様々：LSD：セロトニン自己受容体作動薬 PCP：NMDA型グルタミン酸受容体拮抗薬 アトロピン様薬：ムスカリン性コリン作動性受容体拮抗薬                             | 心拍数、血圧、体温の増加；食欲低下、吐き気、嘔吐、運動失調、乳頭膨張、幻覚                                 | 耐性は身体的および精神的作用に対し急速に形成される                                                         | 証拠なし                                                                               | 急性あるいは慢性的な精神病のエピソード、薬物使用後しばらくして薬物効果のフラッシュバックあるいは再体験       |

アヘン類
ヘロイン、モルヒネ、コデイン、ペンタゾシンなど。
容易に耐性が形成される。精神的、身体的依存が高い。モルヒネ、コデイン、ペンタゾシンは鎮痛剤などとして医療目的で使用される。
アルコール
容易に身体依存性と耐性が形成され、アルコール依存症となる。また、過剰摂取すると急性アルコール中毒症状の危険性があり、これは致命的となる可能性がある。依存によりアルコール成分を摂取したいがため、工業用アルコールなどを誤飲する事故もある。
ニコチン
容易に身体依存性と耐性が形成され、ニコチンには血管収縮作用があるため血管疾患の症状があらわれる。最近ではニコチンパッチの乱用も多く見られる。
依存性があり、通常量でも頭痛、心臓障害、不眠、苛立ちなどの症状が現れる。過量投与では嘔吐、振戦、痙攣が起こり、場合により死亡する。また、タバコに含まれるほかの有害物質は肺癌の原因となる。
大麻
マリファナ、ハシッシュなど。離脱症状はまれである。
覚醒剤
アンフェタミン、メタンフェタミン、メチルフェニデートなど。
乱用を続けることで脳に不可逆的な過敏性が残るため、いったん断薬しても、少量の再使用で以前と同じ症状が再燃する（逆耐性現象）。身体依存性は弱い。副作用として、覚醒剤に誘発された精神障害は、統合失調症に酷似し重症になりやすい。
日本においては、薬物乱用の治療を要する患者の大多数が覚せい剤によるものである。
鎮静催眠剤
ベンゾジアゼピン系やバルビツール酸系の抗不安薬や睡眠薬である。離脱症状が致死的となる場合があり、アルコールとの併用も同様に致死的となる場合がある。日本の依存症回復施設において2番目に患者が多く、多くは女性である。国際麻薬統制委員会は2010年に、日本でのベンゾジアゼピン系の消費量の多さの原因に、医師による不適切な処方があるとしている。
麻酔
ケタミンは幻覚剤に属する。モルヒネについてはアヘン類にて上述。
コカイン
身体依存性は弱いが、強い精神依存作用がある。
幻覚剤
LSD、マジックマッシュルーム、フェンシクリジンなど。離脱症状はない。
使用によって幻覚を発現する。精神疾患の治療薬として研究されている。
キノコ
マジックマッシュルーム、テングタケ、タマゴテングタケ、ベニテングタケ、クサウラベニタケなど。精神疾患の治療薬として研究されている。
使用によって幻覚を生じる。一般的にマジックマッシュルームと呼ばれるキノコに含まれる幻覚成分はシロシビンである。
キノコに含まれるほかの幻覚作用のある成分には、アマトキシン類、ムスカリン、イボテン酸、コプリン、イルジンなどがある。摂取すると、嘔吐などの消化器症状、痙攣、昏睡などを生じ、最悪、死亡することもある。
カフェイン
コーヒー、紅茶、緑茶に含まれる。
主な作用は、覚醒、脳細動脈収縮、利尿など。医薬品としても使われ、眠気や頭痛などに効果がある。若干の依存性を持ち、カフェイン中毒を誘発する。濃縮カフェインは薬事法で劇薬に指定されている。
依存は、可逆性であり摂取を止めたり摂取量を減らすことで身体的、精神的依存は容易に消失する。
有機溶剤・ガス
シンナー、ベンゼン、トルエン、キシレンなど。
容易に身体依存性と耐性が形成され、アルコール依存症と類似した症状があらわれる。最近ではライター用ブタンを補充用ボンベから吸引するガスパン遊びも増えている。
一度に大量に摂取すると最悪、中毒を起こし死亡する場合がある。

## 疫学

薬物使用障害の人口10万あたり障害調整生命年（2004年）
no data
<40
40-80
80-120
120-160
160-200
200-240
240-280
280-320
320-360
360-400
400-440
>440

米国の12歳以上人口では、1ヶ月有病率は9.4%（2013年）、豪州における12ヶ月有病率は5.1%、カナダにおける12ヶ月有病率は5.9%であった。
2002年初頭にWHOは、世界では1.4億人がアルコール依存、4億人がアルコール利用障害を抱えていると報告している。

### 児童青年
薬物・アルコールの初回使用は、多くは青年期であり、青年期後期では物質使用経験は一般的である。
米国においては、2010年の全国Monitoring the Futureサーベイによれば、12学年生（17-18歳）の48.2%について、これまでに何らかの違法薬物使用経験があった。同調査では、過去30日について、12学年生の41.2%がアルコール使用、19.2%がタバコを使用していた。CDCによれば、2009年には米国の約21%の高校生が、処方箋なしで処方薬を保持していた。
また英国においても、16-24歳の青年において最も罹患率が高い疾患は薬物乱用であり、これは環境的、家庭、経験、精神保健、教育などの面でディスアドバンテージを抱える青年層においては有病率は24%に跳ね上がる。

## 規制条約
国際的には、1961年に麻薬の乱用を防止する国際条約である麻薬に関する単一条約が公布された。その後、1960年代に医薬品として広く流通した幻覚剤のLSDや鎮静催眠剤の非バルビツール酸系やベンゾジアゼピン系の乱用により、1971年に向精神薬に関する条約が、その乱用を防止する目的で公布された。1988年には、麻薬及び向精神薬の不正取引の防止に関する国際連合条約が公布された。
2011年には、NGOの薬物政策国際委員会が、麻薬に関する単一条約にはじまる薬物との戦いの失敗を宣言し、社会や市民に悲惨な結果がもたらされたという言及とともに薬物政策の見直しを求め、有害性と法律が合致していないことも指摘されている。
2018年11月には国連システム事務局調整委員会は、国連システムとしての薬物問題への対処法を確認し声明を出したが、人権に基づくこと、偏見や差別を減らし科学的証拠に基づく防止策や治療・回復を促すこと、薬物使用者の社会参加を促すことといった考えが含まれている。2019年6月には、国際麻薬統制委員会 (INCB) も声明を出し、薬物乱用者による個人的な使用のための少量の薬物所持のような軽微な違反に対して懲罰を行うことを薬物を規制する条約は義務付けておらず、そのような場合には有罪や処罰ではなく治療や社会への再統合という代替策があるとした。

### 日本の現状（司法）
タバコやアルコールに関しては、喫煙、飲酒者の4人に1人が20歳未満の時に喫煙、飲酒を始めている。未成年でアルコールやタバコを経験すると、薬物の乱用に興味をもちやすくなるといわれる。
2004年に行われた有床精神科医療施設に対する調査では、違法な薬物の単独使用は、51%が覚せい剤である。有機溶剤は17%と2位であるが、初回使用薬物としては45%を占め、薬物乱用への入門薬としては軽視できず、低年齢の乱用者が多いことも問題とされる。
2008年現在は、覚せい剤の「第三次乱用期」であり、乱用薬物の中でもっとも深刻な問題を引き起こしている。日本における違法薬物や禁制品の流通は、暴力団などの反社会的勢力にとって伝統的であり、割合としてもきわめて大きな資金源となっている。
また、麻酔科医師が医療用麻薬の自身への不正使用によって薬物依存に至ったり、死亡するケースも存在している。

## 薬物乱用対策（司法・行政）

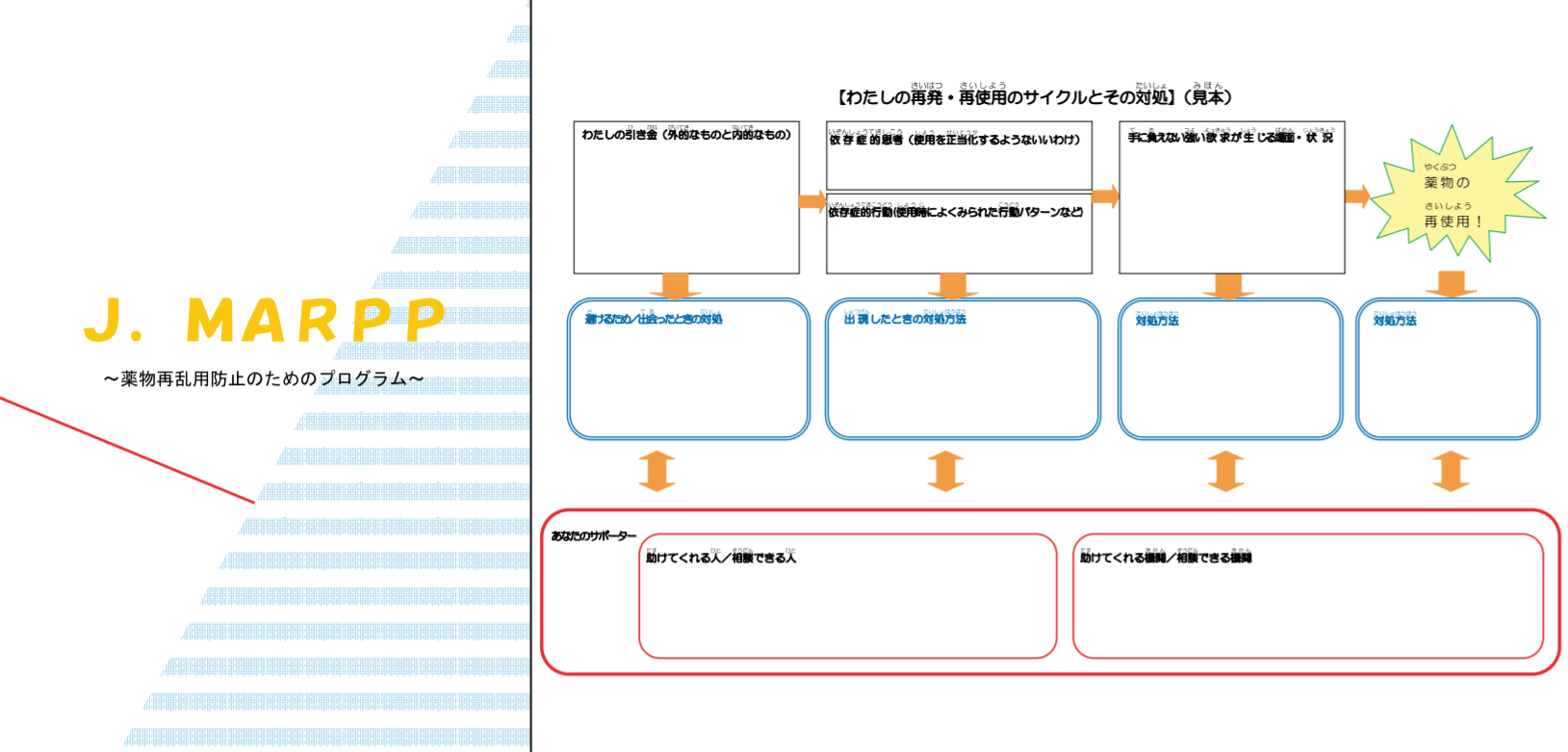
日本の少年院で使われる薬物非行防止指導用教材

薬物乱用や違法薬物製造は全世界で広がりを見せており、発展途上国の外貨獲得産業として違法薬物製造が生産され、人間の生命や、社会や国家の安定を脅かすなど、人類が抱える最も深刻な社会問題の1つとなっている。
1987年（昭和62年）に開催された国際麻薬会議において、その終了日（6月26日）を国際麻薬乱用撲滅デーとし、各国がこの宣言の趣旨を普及するよう促した。また、1998年（平成10年）の国連麻薬特別総会においては、「薬物乱用防止のための指導指針に関する宣言」（国連薬物乱用根絶宣言）が決議されている。
2004年（平成16年）に開催された国際連合本部で「たばこの規制に関する世界保健機関枠組条約」に関し、公衆衛生分野における初めての多数国間条約として、本条約が発効された。日本も同条約の締結を行い、タバコ規制のための国家能力の構築を図ることを決議された。
日本においては、違法麻薬の薬物乱用に対する警戒心や抵抗感が薄れるなど「第三次覚せい剤乱用期（1997年から現在まで）」が続いている。このような状況を早期に終息させるため、日本政府は薬物乱用対策推進会議（議長:厚生労働大臣）を設置し、薬物乱用防止五か年戦略（最新は2018（平成30）年8月決定の第五次）のもと関係省庁が連携して薬物乱用防止対策に取り組んでいる。また、厚生労働省では、関係省庁の協賛や関係団体の後援を得て、平成5年度（1992年）より「6・26国際麻薬乱用撲滅デー」を広く普及し、薬物乱用防止をいっそう推進するために、「薬物乱用防止ダメ。ゼッタイ。」運動を実施している。

## 社会と文化

### 経済的コスト
イギリス内務省は、薬物乱用による英国への経済・社会的コスト（犯罪・病欠・疾病）は、年間200億ポンドに上ると推定している。

## 用語
- キメる：違法薬物を使用すること[要出典]。また、違法薬物を使用した状態で性行為を行うことを若年層やインターネット上を中心に「キメセク」と呼ばれることがあるが、あまり一般的ではない。
- ラリる：1960年代に睡眠薬の乱用時に、らりるれろがうまく言えなくなることから造語されたとされる[35]。
- レイブ (音楽)：薬物乱用の温床ともいわれ、違法薬物所持、使用で多数摘発されている[要出典]。